# Olha Sokołenko
Olha Ołeksandriwna Sokołenko (zd. Sierowa), ukr. Ольга Олександрівна Соколенко (Сєрова) (ur. 10 września 1985 w Doniecku) – ukraińska piłkarka, która występowała na pozycji pomocniczki.
W latach 2009–2012 zawodniczka Unii Racibórz. Z Łehendą Czernihów wywalczyła mistrzostwo Ukrainy (cztery razy) oraz Puchar Ukrainy (czterokrotnie), natomiast z Unią Racibórz – mistrzostwo Polski (dwa razy) i Puchar Polski. W latach 2003–2004 występowała w reprezentacji Ukrainy U-19. W 2010 wzięła ślub z ukraińskim piłkarzem, Wałerijem Sokołenką.